# پل گراوشوپف
پل گراوشوپف (انگلیسی: Paul Grauschopf؛ زادهٔ ۱۵ اوت ۱۹۹۸) بازیکن فوتبال است.
وی همچنین در تیم‌های ملی فوتبال Germany national under-16 football team، جوانان آلمان، و جوانان آلمان بازی کرده‌است.